# 特文特大学

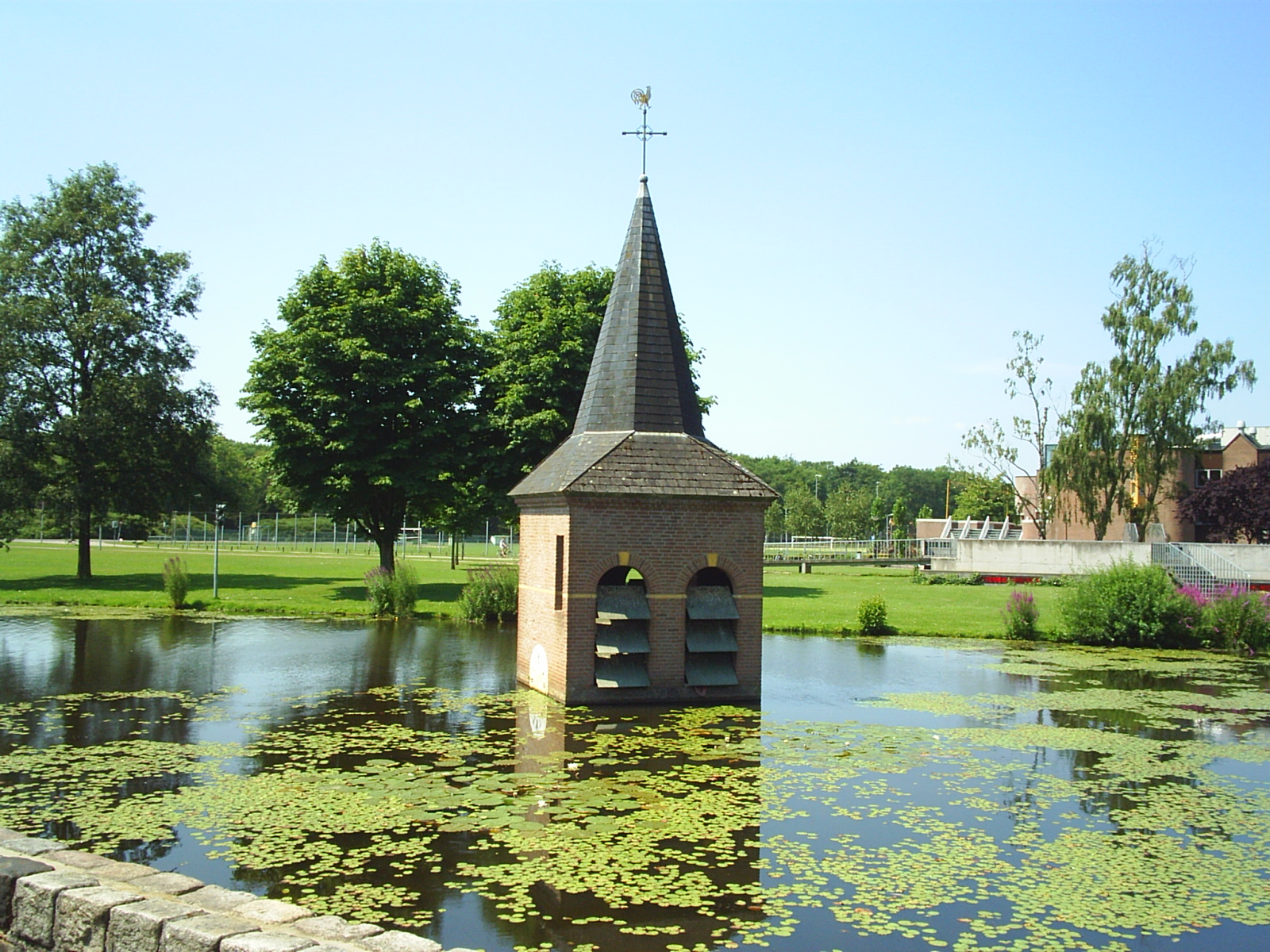
特文特大学

特文特大学（荷蘭語：Universiteit Twente，荷蘭語發音：[ynivɛrsiˈtɛit ˈtʋɛntə]；曾译名为屯特大学）位于荷兰东部最大城市恩斯赫德，距离首都阿姆斯特丹2小时车程，是荷兰教育部直属重点研究型大學。特文特大学虽为荷兰13所国立研究型大学中最年轻的一所，但却被公认为荷兰最顶尖的高等学府之一。特文特大学同时也是全球配备最快速网速的大学，校园内的网速高达到每秒1千兆，和美国斯坦福大学谷歌所建立的高速校园网络速度持平。

## 大学概观
1961年，特文特大学由荷兰政府和工业部联合创建于东荷兰特文特地区的恩斯赫德市，靠近德国边境。距离首都阿姆斯特丹只有两小时车程。特文特大学是荷兰四大顶尖理工大学联盟4TU的成员，其他三所大学分别为代尔夫特理工大学，埃因霍温理工大学和瓦赫宁恩大学。它同时也是欧洲创新型大学联盟成员之一，同时也是荷兰唯一的一所校园式综合大学。

## 大学特色
特文特大学在纳米技术，集成电路设计，化工等领域处于世界领先地位，同时涵盖理、工、文、管等多学科。特文特大学最突出的特点就是大学的企业化导向，学校会入股扶持其毕业生和教职员工创办具有发展潜力的公司，并且和特文特科学产业园进行紧密合作。

## 大学排名
在泰晤士报2016世界大学排行榜上，特文特大学大学位于153位。
在莱顿大学的国际大学学术表现排名（2011/2012）中，根据Web of Science数据库中收录的论文进行计算，按每所大学2005-2009年期间发表的全球学术影响力前10%（按被引用次数排列）的论文占其所有发表论文的比例来排名，特文特大学在全球500所大学中列第64位；同样依据Web of Science数据库，但若按每校在2005-2009年期间发表的论文数量排名，则特文特大学列第266位。

## 校训
特文特大学的校训为“High Tech, Human Touch”，意为高新科技，人文关怀。

## 历史
特文特大学创建之初称特文特高等科技学院（Technische Hogeschool Twente），是荷兰第三所专业高等技术学院，3年后经荷兰教育部升格为综合性大学，1986年改为现名。

## 院系设置
特文特大学下设五大学院
- 行为科学，管理和社会科学学院(Behavioural, Management and Social Sciences (BMS))
- 电子工程，数学和计算机学院(Electrical Engineering, Mathematics and Computer Science (EEMCS))
- 工学院(Engineering Technology (ET))
- 科技学院(Science and Technology (ST))
- 地理信息和对地观测学院(Faculty of Geo-information Sciences and Earth Observation（英语：ITC Enschede）(ITC))

## 科研机构
特文特大学有六个荷兰国家级研究机构
- 信息远距离传送学，位于信息远距离传送和信息技术中心(CTIT)，
- 纳米技术和微系统技术，位于Mesa+学院，(世界最大的纳米技术研究中心之一)
- 处理技术，位于名为冲击力(IMPACT)的学院，
- 生物医学技术，位于生物医学技术学院(MIRA)
- 公共行政学，位于政务研究学院(IGS)
- 人力资源开发教育培训，位于社会行为学院(欧洲排名第六)

## 校园
因为悠久的高等教育历史和学术传统，荷兰绝大多数研究型大学没有统一的校园。特文特大学是荷兰唯一的一所具有美式校园的现代化大学。大学占地约1800亩，校内拥有6个标准足球场，校园有各类服务设施，包括超级市场，职业介绍所，理发店，银行，以及众多的餐馆和酒吧等。特文特大学为学生提供宿舍，多数国际学生居住在校园内，大学拥有两个学生食堂和众多的学生组织。
当地特温特足球俱乐部的主场赫罗尔斯城堡球场位于特文特大学校园对面。赫罗尔斯城堡球场是一个完全现代化的球场，拥有地热系统，可以容纳最多30205名观众同时观赛。

## 历任校长
- 1963 - 1967: Professor Gerrit Berkhoff (died in 1996)
- 1967 - 1971: Professor Jo Vlugter
- 1971 - 1974: Professor Pieter Zandbergen
- 1974 - 1976: Professor Jan Kreiken (d. 2001)
- 1976 - 1979: Professor Izak Willem van Spiegell (d. 2005)
- 1979 - 1982: Professor Harry van den Kroonenberg (d. 1996)
- 1982 - 1985: Professor Wiebe Draijer (d. 2007)
- 1985 - 1988: Professor Harry van den Kroonenberg (second term)
- 1988 - 1992: Professor Jos de Smit
- 1992 - 1997: Professor Theo Popma (d. 2013)
- 1997 - 2004: Professor Frans van Vught
- 2005 - 2009: Professor Henk Zijm
- 2009– 2016: Professor Ed Brinksma
- 2016 – present: Professor Thom Palstra